# Luis María Mejía Álvarez
Luis María Mejía Álvarez (Abejorral, 25 de febrero de 1846 - Medellín, 29 de abril de 1929) fue un economista, político y banquero colombiano. 
Se desempeñó como Ministro del Tesoro y como Ministro de Gobierno de Colombia. 

## Biografía
Nació en Abejorral, entonces parte de la Provincia de Antioquia, hijo de Dionisio Mejía Villegas y de Marcelina Álvarez Londoño; hermano del banquero Dionisio Mejía Álvarez. 
Comenzó su carrera política desde joven, siendo designado, a la corta edad de 22 años, en 1867, como secretario privado del Presidente del Estado Soberano de Antioquia, Pedro Justo Berrío Rojas, para posteriormente ser nombrado Secretario de Hacienda de Antioquia, cargo que también desempeñó también durante el mandato de su sucesor, Recaredo de Villa, y de los gobernadores Miguel Vásquez Barrientos y Marceliano Vélez. En 1869, 1873 y 1888 fue elegido de manera sucesiva como diputado a la Asamblea de Antioquia; fue varias veces electo como Senador y Representante a la Cámara. Posteriormente se desempeñó como Ministro del Tesoro, en 1898 durante el gobierno de Manuel Antonio Sanclemente, y Ministro de Gobierno durante el gobierno de Jorge Holguín. 
Fue socio fundador del Banco Republicano de Medellín, siendo su gerente hasta 1928, cuando este pasó a ser parte del Banco de Bogotá. Así mismo, fue gerente del Banco del Comercio, socio fundador, junto con Antonio José Gutiérrez, Eduardo Vásquez Jaramillo y Manuel José Álvarez, y gerente de la Cervecería Antioqueña, accionista de la Compañía Telefónica de Medellín y Socio del Club Unión. Fue profesor de la Universidad de Antioquia y de la Escuela Nacional de Minas.  
Fue autor de varias obras, especialmente económicas, entre ellas: Memoria relativa a la construcción del ferrocarril de Antioquia (1901), La reforma fiscal y el plan económico (1901), Corona fúnebre al doctor Abraham Moreno (1905), Homenaje al doctor Pedro Justo Berrío (1910), Tratado de economía política (1911) y Centenario de Berrío (1927). 